# Stefano Amadei
 (juillet 2025).
Pour les articles homonymes, voir Amadei.
Stefano Amadei (né à Pérouse en Ombrie le 20 janvier 1580, mort dans cette même ville le 20 janvier 1644) est un peintre italien baroque du XVIIe siècle.

## Biographie
Stefano Amadei est un élève de Giulio Cesare Angeli, actif  comme portraitiste surtout à Pérouse où il fonde la première académie de dessin et Rome où il ouvre un atelier. Il étudie les mathématiques et la perspective auprès de Lemme Rossi.

## Œuvres
- La Presentazione di Maria al Tempio (Présentation de Marie au temple), chapelle dell'Addolorata à S. Maria Nuova (Pérouse).
- Sposalizio della Vergine (Les noces de la Vierge), chapelle dell'Addolorata à S. Maria Nuova (Pérouse).
- Vergine e santi (La Vierge et les saints) (1632), église S. Severo (Pérouse).

## Sources
- Stefano Ticozzi, Dictionnaire des architectes, sculpteurs, peintres, etc. de tout âge et nation  (Volume 1), Gaetano Schiepatti; Digitized by Googlebooks, 24 janvier 2007, 1830 (lire en ligne), page 45
- (en) Maria Farquhar et Ralph Nicholson Wornum (éditeur), Catalogue biographique des principaux peintres italiens [« Biographical catalogue of the principal Italian painters »], Woodfall & Kinder, Angel Court, Skinner Street, Londres; Digitized by Googlebooks from Oxford University copy le 27 juin 2006, 1855 (lire en ligne), p. 6

- (en) Cet article est partiellement ou en totalité issu de l’article de Wikipédia en anglais intitulé « Stefano Amadei » (voir la liste des auteurs).